# Општина Никулицел (Тулћа)
Никулицел (рум. Niculiţel) општина је у Румунији у округу Тулћа.
Oпштина се налази на надморској висини од 82 m.